# Радянська історична енциклопедія
«Радя́нська істори́чна енциклопе́дія» (рос. Советская историческая энциклопедия — СИЭ) — перша радянська енциклопедія, присвячена історії народів всього світу. Видано упродовж 1961—1976 років у 16 томах у видавництві «Советская энциклопедия» (Москва). Головний редактор — академік АН СРСР Євген Михайлович Жуков.

## Зміст томів
- Том I: Аалтонен — Аяны
- Том II: Баал — Вашингтон.
- Том III: Вашингтон — Вячко.
- Том IV: Гаага — Двин.
- Том V: Двинск — Индонезия.
- Том VI: Индра — Каракас.
- Том VII: Каракеев — Кошакер.
- Том VIII: Кошала — Мальта.
- Том IX: Мальта — Нахимов.
- Том X: Нахимсон — Пергам.
- Том XI: Пергам — Ренувен.
- Том XII: Репарции — Славяне.
- Том XIII: Славяноведение — Ся Чэн.
- Том XIV: Таанах — Фелео.
- Том XV: Феллахи — Чжалайнор.
- Том XVI: Чжан Вэнь-тянь — Яштух.

## Сучасна оцінка енциклопедії
Сучасні російські історики, професори Московського університету Ігор Дементьєв і Олександр Патрушев, роблячи огляд розвитку російської та радянської історичної науки в другій половині 20 століття, зазначають :
| «Марксистську концепцію історичного процесу найширше було втілело у великих працях — „Всесвітня історія“ та „Радянська історична енциклопедія“. Як довідкове видання, історична енциклопедія зробила значний крок уперед. Близько 25 тисяч статей, поданих у ній, досить ґрунтовно охопили події вітчизняної та всесвітньої історії. Складніше було з об'єктивністю оцінок історичних діячів, політичних партій, соціальних процесів, новітніх зарубіжних суспільних теорій. Багато провідних політичних фігур радянської епохи або вилучили з енциклопедії, або їм, як Бухаріну, Троцькому, було дано надзвичайно негативні характеристики. Хоча, з іншого боку, вперше після довгих років забуття в енциклопедії з'явилися статті про лідерів партії та значних учених, репресованих у роки масового терору та культу особи. Занадто однобоко викладено такі політично гострі проблеми як походження „холодної війни“, план Маршалла. Зовнішня політика Радянської держави зображувалася в препарованому, апологетичному вигляді. Міжнародний робітничий рух освітлювався в енциклопедії, передусім, як постійна боротьба двох тенденцій — революційної та реформістської. У статтях, присвячених проблемам робітничого руху („Анархізм“, „Догматизм“, „Опортунізм“, „Ревізіонізм“, „Соціал-демократія“, „Троцькізм“ та інші), оцінки мали не стільки строго науковий, скільки політико-ідеологічний характер». |